# Battlefield 4
Battlefield 4 è un videogioco di genere sparatutto in prima persona a tema bellico sviluppato da Digital Illusions Creative Entertainment e pubblicato da Electronic Arts. È stato pubblicato il 31 ottobre 2013 per Microsoft Windows, Xbox 360 e PlayStation 3, il 22 novembre per Xbox One e il 29 dello stesso mese per PlayStation 4. È il dodicesimo capitolo della serie Battlefield e il seguito diretto di Battlefield 3, pubblicato nel 2011. È il primo videogioco della serie Battlefield a utilizzare il nuovo motore grafico Frostbite 3.

## Trama
Differentemente da quanto accadeva nella campagna per giocatore singolo di Battlefield 3, in Battlefield 4 la storia si svolge seguendo quello che effettivamente è il vero ordine cronologico dei fatti narrati. Il protagonista è il sergente Recker, un marine statunitense, e la storia si svolge nell'anno 2020, durante un conflitto immaginario tra gli Stati Uniti d'America, la Russia e la Cina.
Nel prologo, ambientato a Baku (capitale dell'Azerbaigian), la squadra Tombstone, unità composta dai marines Recker, Irish, Pac e Dunn, fugge dalla città inseguita da alcune truppe appartenenti alle forze militari speciali russe. Durante l'inseguimento, i soldati rimangono bloccati all'interno di una macchina civile di cui si erano impadroniti poco prima per la fuga, dopo che essa cade in mare. Dunn, intrappolato tra i sedili e gravemente ferito, dà a Recker la sua pistola e gli ordina di sparare al parabrezza, in modo tale da salvare il resto della squadra. A malincuore, Recker esegue l'ordine e Dunn affoga, ma la squadra riesce a salvarsi. Mentre nuotano in superficie, Recker ascolta via radio il loro comandante, il capitano Garrison, il quale riferisce che l'ammiraglio Chang, noto ufficiale militare cinese, sta progettando un colpo di stato militare e che, se fosse riuscito a portare a termine il suo piano, avrebbe ottenuto il supporto dell'esercito russo. Tombstone torna alla "USS Valkyrie", la portaerei in cui ha base il team, in cui Garrison li informa dell'assassinio del candidato alla presidenza cinese, Jin Jié, e di come Chang sia riuscito a convincere il popolo cinese che fossero stati gli U.S.A. Garrison manda così Tombstone, comandata da Recker, in missione segreta a Shanghai per salvare tre V.I.P.: Kovic (in verità un agente segreto americano infiltrato) Hannah e suo marito. Questi tre riescono a raggiungere la "Valkyrie" con un elicottero militare nemico rubato, mentre i marines, rimasti inizialmente bloccati dal fuoco nemico, si apprestano a tornare con un'imbarcazione civile. A questo punto, l'esplosione di una bomba elettromagnetica nei pressi della città distrugge tutti gli apparati elettronici, compresi quelli della "USS Valkyrie" e delle sue navi di scorta. La squadra Tombstone riesce comunque a raggiungere la nave, e grazie ad Irish, portando con sé in salvo anche dei rifugiati civili cinesi.
La "Valkyrie" si dirige quindi verso un punto d'incontro prestabilito con la portaerei "USS Titan", sperando di ricevere informazioni sulla situazione e assistenza per i numerosi profughi cinesi. Essa, però, viene trovata pesantemente danneggiata e apparentemente senza nessuno a bordo. Garrison ordina così a Tombstone, ora comandata da Kovic, di perlustrare la nave; i marines recuperano il diario di bordo, cioè un hard disk con anche i dati che precedono l'attacco missilistico cinese, ma vengono attaccati da soldati di Chang presenti all'interno della nave. Intanto la "Titan" affonda, e Tombstone deve abbandonarla per tornare alla "Valkyrie" con un'imbarcazione. Arrivati alla nave la trovano sotto assedio dei cinesi ed ha inizio la battaglia che causerà la morte di Kovic, mettendo Recker di nuovo al comando della squadra. Vengono messi in salvo da Hannah la quale, sebbene il parere di Irish sia contrario, entrerà nella squadra.
Inizia così la missione volta ad indebolire una base aerea militare cinese a Singapore verso cui Tombstone, approdata sulla spiaggia ed aiutata dai carri armati americani, avanza. Mentre la squadra attraversa un ponte volto verso una base aerea militare, a causa di una fortissima tempesta Recker viene intrappolato da un'auto scagliata dai forti venti e l'aiuto dei suoi compagni per liberarlo è inutile. Una grande nave da carico si schianta però contro il ponte, facendo precipitare Tombstone nel mare sottostante. Fortunatamente tutta la squadra sopravvive e si dirige verso il campo di aviazione attraverso una fogna. Raggiungono il sito e, come predisposto, lanciano un flare consentendo l'attacco alla base. Durante l'evacuazione della zona la squadra di marines si ritrova sotto il fuoco amico e Pac perde i sensi rimanendo lì. Hannah tradisce infatti il resto della squadra, catturando gli ultimi due superstiti di Tombstone accompagnata da truppe cinesi. Recker e Irish vengono interrogati e torturati dai cinesi e da Chang in persona circa la loro missione a Shanghai, e poi vengono rinchiusi in una prigione nel cuore delle montagne della Cina.
Recker viene svegliato da "Dima", un prigioniero russo che soffre di avvelenamento da radiazioni (personaggio chiave di Battlefield 3). Essi, aiutandosi a vicenda, riescono ad evadere e liberare tutti gli altri prigionieri insieme ad Irish. Vengono, alla fine, fermati ad un assalto dell'esercito cinese. Recker e Irish, così, li tengono occupati mentre Dima cerca di aprire i cancelli della prigione. Una volta aperti i cancelli i tre escono, ma vengono fermati da tre uomini armati che li tengono in ostaggio; insieme a quei cinesi vi era anche Hannah, che però li uccide liberando i suoi amici ed iniziando a spiegare che le era stato affidato il compito di proteggere Jin Jié. A questo punto il gruppo cerca di aprirsi la strada attraverso i monti Kunlun con una funivia che andava giù per la montagna; questa, però, viene abbattuta da un elicottero nemico e Dima troverà la morte.
Tombstone si ritrova così a piedi, senza munizioni né viveri, cercando di sopravvivere tra le montagne al freddo. Riescono fortunatamente a trovare una jeep e riescono pertanto a spostarsi in Tashgar, sotto l'assedio da entrambe le forze cinesi e russe. Riuscendo ad aprirsi strada, alla fine incontrano il maggiore Greenland, comandante delle rimanenti forze di terra statunitensi (United States Army) in Tashgar, la quale afferma che i missili terra-aria russi stanno complicando l'operazione. Tombstone demolisce così la diga per inondare la zona, distruggendo le forze russo-cinesi per tornare alla "Valkyrie". La squadra completa con successo il suo compito e viene inviata al Canale di Suez.
Una volta arrivati vengono fatti paracadutare sulla "USS Valkyrie" che si trova sotto pesante assedio dei cinesi che, dimostrato che Jin Jié è ancora vivo, decidono di fermare l'assalto. Nel frattempo scoprono che anche Pac è vivo. Chang, con la sua nave da guerra, vuole affondare la "Valkyrie". Così Recker, Irish e Hanna decidono di fare affondare la nave di Chang. Aiutati da una barca, posizionano del C4 sulla nave. Il detonatore non funziona così Recker deve decidere se dare l'ultimo pacchetto di C4 ad Hannah o ad Irish per sacrificarsi esplodendo con la nave stessa. Se passa troppo tempo per la scelta, la nave di Chang sferrerà un colpo fatale per la "Valkyrie" dalle conseguenze disastrose.

## Modalità di gioco
La storia della modalità campagna, pur non avendo gli scenari open-world apprezzati nel primo Bad Company, permette di muoversi ugualmente in aree molto ampie: è possibile adottare il proprio modo di agire, action o stealth, usare i veicoli al di fuori delle missioni per spostarsi più velocemente ed usare varie armi. Sarà possibile anche portare un'arma primaria a scelta, una secondaria e una speciale, cambiabili da apposite casse sparse nell'area di gioco. Per le prime due categorie, possono essere dello stesso genere (es: un fucile come primaria e un altro fucile come secondaria) così come può essere una qualsiasi pistola o mitragliatrice. Per la terza, invece, si tratta di esplosivi, di lanciarazzi o di lanciagranate. I filmati statici, tranne quelli pre-missione, sono stati tolti, lasciando ora la visuale sempre in prima persona.
Altra novità di quest'anno è l'"Ingaggio", una sorta di fuoco soppressione fatto dai compagni, in modo da aggirare, disturbare o uccidere il nemico mentre è impegnato. La barra si ricarica dopo una ventina di secondi. Alcune volte può capitare che ci sia anche il "Super Ingaggio"; in questo caso oltre ai compagni ci sarà anche un determinato veicolo, come una barca o un elicottero.
Il multiplayer è stato rinnovato sotto molti aspetti: i veicoli, aumentati a 25, comprendono camion, quad e jeep per il trasporto di compagni, carri e mezzi blindati per la fanteria, barche e gommoni per scontri in mare (anch'essi rivisti: grazie alla potenza delle console next-gen è stato implementato un sistema di onde dinamiche che possono essere usate come copertura), elicotteri, jet supersonici e aerei cargo per scontri in aria. I veicoli hanno una fisica molto migliorata rispetto a Battlefield 3. Le armi, così come gli accessori, sono rimasti pressoché uguali, mentre sono stati migliorati di molto l'eco dei colpi, il suono della ricarica, il rinculo, la balistica e il suono dell'arma, aumentandone il realismo. La visualizzazione del gioco heads-up è composto di due rettangoli compatti. Altri miglioramenti includono una camminata più realistica, un tempo di ricarica maggiore per le armi e una distruzione migliorata sotto tutti gli aspetti, sia in larga scala, con ora veri e propri palazzi che cadono sotto i nostri colpi, che su piccola scala, grazie ad alberi, muri ed esplosioni più grandi. Altra cosa fondamentale è anche l'immergersi sott'acqua per non farsi vedere e sparare in essa. Altra cosa migliorata è l'interazione nelle mappe, di cui è stata aumentata l'esplorazione verticale e quindi sarà possibile esplorare molti più edifici, anche utilizzando un ascensore. 
Sono state aggiunte due modalità: "Defuse" e "Obliteration". La prima è una versione ridotta di Conquista orientata sulla fanteria e basata sulla cattura di due aree nemiche; Obliteration invece consiste nel catturare e depositare una bomba in tre luoghi prestabiliti.
La distruttibilità delle mappe è aumentata rispetto a Battlefield 3 e a Bad Company 2. Si possono distruggere coperture, muri, ponti, case e in alcune mappe perfino enormi edifici. Novità assoluta è Levolution, che nasce dall'idea di cambiare totalmente una mappa distruggendo una parte di essa, cambiando così non solo l'estetica della mappa, ma anche il gameplay stesso.
In Battlefield 4 è stata aggiunta la "Modalità Spettatore", mancante nei capitoli precedenti della serie, ma già molto utilizzata in altri titoli FPS. Questa modalità, permette al giocatore di seguire le azioni di un altro giocatore, senza poter prendere alcuna iniziativa; è possibile seguire il personaggio sia in "Modalità Prima Persona" che in "Modalità Terza Persona".

### Modalità e numero di giocatori su piattaforme
- Conquista: consiste nel catturare diverse bandiere sparse per le mappe, in questo caso totalmente esplorabili; come in Corsa e in altre, si possono usare i veicoli. 24 giocatori su PS3 e Xbox 360; 64 giocatori su PC, PS4 e Xbox One.
- Corsa: l'obiettivo è distruggere diverse stazioni M-COM poste in vari punti della mappa. 24 giocatori su PS3 e Xbox 360; 64 giocatori su PC, PS4 e Xbox One.
- Domination: simile alla modalità Conquista, ma più frenetica. 24 giocatori su PS3 e Xbox 360; 64 giocatori su PC, PS4 e Xbox One.
- Deathmatch a squadroni: scontri tra giocatori divisi in due fazioni in mappe di dimensioni ridotte. 20 giocatori su tutte le piattaforme.
- Deathmatch a squadre: simile alla modalità deathmatch, con 4 squadre che si danno battaglia in mappe ristrette, con uso limitato di veicoli. 20 giocatori su tutte le piattaforme.
- Obliteration: l'obiettivo è portare delle bombe su posti specifici delle mappe. 24 giocatori su PS3 e Xbox 360; 32 giocatori su PC, PS4 o Xbox One.
- Defuse: simile ai classici Deatmatch, sono scontri competitivi a corto raggio. 10 giocatori su tutte le piattaforme.

## Personaggi
Personaggi principali
- Sergente Maggiore Daniel "Reck" Recker: protagonista del gioco;
- Sergente maggiore Kimble "Irish" Graves: secondo in comando, doppiato da Renzo Ferrini;
- Sergente Clayton "Pac" Pakowski: operatore medico della squadra, doppiato da Gabriele Marchigiglio.
- Hannah (Caporale delle truppe difensive d'attacco cinesi di Shanghai), doppiata da Valentina Pallavicino;

### Personaggi secondari
- Sergente Maggiore William Dunn: leader della squadra "Tombstone", doppiato da Francesco Mei;
- Capitano Garrison, doppiato da Oliviero Corbetta;
- Jin Jiè/Marito di Hannah, doppiato da Ruggero Andreozzi;
- Agente del GRU russo Dimitri "Dima" Majakovsky (già visto in Battlefield 3), doppiato da Domenico Brioschi;
- Maggiore Greenland dello United States Army, doppiata da Emanuela Pacotto;
- Agente C.I.A. Laszlo W. Kovic, doppiato da Andrea Bolognini.

### Doppiaggio
| Personaggio            | Doppiatore originale | Doppiatore italiano   |
| ---------------------- | -------------------- | --------------------- |
| William Dunn           | Charlie Weber        | Francesco Mei         |
| Clayton "Pac" Pakowski | Andrew Lawrence      | Gabriele Marchigiglio |
| Kimble "Irish" Graves  | Michael K. Williams  | Renzo Ferrini         |
| Capitano Garrison      | Patrick St. Esprit   | Oliviero Corbetta     |
| Greenland              | Stephanie Vickers    | Emanuela Pacotto      |
| Laslo W. Kovic         | Thor Edgell          | Andrea Bolognini      |
| Hannah                 | Jessika Van          | Valentina Pallavicino |
| Jin Jiè                | Alain Uy             | Ruggero Andreozzi     |
| Dima                   | Pasha Lychnikoff     | Domenico Brioschi     |
| Chang                  | Ping Wu              | Francesco Mei         |
| Bohai                  | Allen T. Rowe        | Paolo De Santis       |
| Molina                 | Juan Gabriel Pareja  | Luca Sandri           |

Personaggi Minori: Francesco Mei, Valerio Amoruso, Alessandro Testa, Andrea Failla, Diego Baldoin, Silvio Pandolfi, Luca Sandri.

## Mappe
Da sempre, la serie di Battelfield è incentrata sul multiplayer; le mappe in cui è possibile giocare con Battlefield 4 sono 10, a queste si vanno ad aggiungere le 20 nuove mappe dei 5 DLC (China Rising, Second Assault, Naval Strike, Dragon's Teeth e Final Stand).
Le 10 mappe del gioco base:
- Assedio a Shanghai: è la mappa mostrata all'E3 ed è stata resa disponibile nella Beta. È una mappa a sviluppo verticale, è possibile infatti salire su alcuni grattacieli tramite ascensori. Levolution: crollo del grattacielo su cui è presente la bandiera;
- Area Allagata: mappa ambientata in territorio urbano. Levolution: esondazione del fiume nei pressi dell'area, aumenta il livello dell'acqua dell'intera zona;
- Tempesta a Paracel: mostrata al Gamescom, rappresenta un arcipelago nell'oceano Pacifico. Levolution: distruzione di una pala eolica e conseguente liberazione del relitto di una nave ancorata; si schianterà su una zona contenente una bandiera;
- Operazione Prigione: ambientata in una prigione sulle montagne dell'Himalaya. Levolution: crollo di una torre di controllo al centro della mappa;
- Zavod 311: ambientata in una fabbrica di mezzi pesanti della Guerra Fredda. Levolution: distruzione parziale della fabbrica;
- Diga di Lancang: ambientata nei pressi di un'enorme diga. Levolution: crollo della diga;
- Hainan Resort: una mappa molto grande con isolotti e abitazioni tropicali, con scontri in aria, a terra e in acqua. Levolution: crollo delle ali dell'hotel;
- Trasmissione Pirata: mappa molto ampia situata in una pianura composta da boschi e collinette, con al centro una grossa parabola attaccata con dei pesanti cavi su quattro colonne. Levolution: distruzione della parabola e crollo dei pilastri portanti;
- Crepuscolo: ambientata in una città cinese, è adatta agli scontri in aria con i caccia e gli elicotteri e per terra con carri e camion blindati. Levolution: crollo del cavalcavia;
- Ferrovia di Golmund: è costituita da due villaggi, un'ampia valle e dei monti in lontananza. Adatta per gli scontri a lunga distanza e a guerre in aria e in terra. Levolution: Presenza di numerosi IED con cui è possibile interagire con comandi a distanza per farli esplodere;

## Frostbite 3 e differenza fra console old-gen e next-gen e PC
Il gioco adotta il Frostbite 3, il motore grafico da sempre proprietario della EA e che è stato usato anche negli altri giochi della serie (sebbene nelle versioni precedenti). A differenza del Frostbite 2, questo, anche grazie allo sviluppo su next-gen, riesce a non sfigurare anche su console. Inoltre offre texture più dettagliate, modelli dei personaggi molto più definiti, dettagli ed effetti particellari migliorati ed espressività più reale. Oltre a questo anche la distruzione, da sempre fondamentale in Battlefield, è stata aumentata, con ora interi grattacieli, strutture e coperture che saltano e vengono distrutte. Le differenze in termini grafici fra le console next-gen e old-gen sono sostanziali:
- Sulla old-gen (PlayStation 3 e Xbox 360) il gioco gira a 30 fps e 24 giocatori massimi per il multiplayer.
- Sulla next-gen (PlayStation 4 e Xbox One) invece gira a 60 fps, e su PC anche di più in funzione dell'hardware usato; e 64 giocatori massimi nella modalità multiplayer.

Inoltre, sulla next e su PC ci sono effetti particellari in più, una maggior risoluzione, anti-aliasing, scalettature ridotte al minimo, texture più definite e ombre migliori.

## Battlefield 4 Deluxe Edition
Battlefield 4 è stato venduto anche in Deluxe Edition, che va ad aggiungersi alla Limited che conteneva il DLC China Rising. La Deluxe Edition viene venduta in una Steelbook e comprende:
- Contenuto della Limited Edition (DLC China Rising)
- Contenuto Bonus in-game: 3 Battlepacks
- SteelBook collezionabile.[2]

## Season Pass ed espansioni
L'abbonamento Premium include le 5 espansioni alle quali si può accedere con un accesso anticipato di 2 settimane rispetto agli utenti che comprano i singoli DLC. Per gli utenti Premium saranno disponibili mimetiche, piastrine e assegnazioni esclusive, potranno avere precedenza nelle code di accesso ai server e settimanalmente riceveranno nuovi contenuti e assegnazioni esclusive. Con l'abbonamento sono inclusi 12 pacchetti battaglia (battlepacks). 

### China Rising
China Rising è la prima espansione di Battlefield 4 disponibile solo per chi comprerà o ha già comprato il premium di Battlefield 4 e comprenderà 4 nuove mappe, ambientate in territorio cinese (data di uscita: 3/12/2013 per gli utenti premium; mentre per tutti gli altri utenti il 17/12/2013, due settimane dopo). Il pacchetto sarà disponibile gratuitamente per coloro che hanno preordinato il gioco o che compreranno la Limited Edition. Sarà disponibile dal 3 dicembre 2013. Prima del lancio del gioco aveva come titolo di lavorazione Drone Strike. Il DLC aggiunge 5 nuove armi, 2 nuovi veicoli (uno aereo e uno terrestre), 4 nuove mappe e la modalità superiorità aerea nella quale sarà possibile giocare soltanto con il caccia stealth (sulle mappe monti altai, via della seta e passo del drago) e soltanto con l'elicottero d'assalto sulla mappa Picchi Guilin. In queste mappe non è presente Levolution.
Mappe
- Via dalla Seta: ambientata nel deserto della Cina settentrionale;
- Monti Altai: situata su delle montagne cinesi, è una mappa molto grande;
- Passo del drago: ambientata in una giungla piena di rovine e basi al tramonto, è una mappa di media grandezza;
- Picchi Guilin: una sorta di giungla tropicale con cascate, grotte e altri posti esotici. Mappa molto piccola.

Armi
- L85A2: fucile d'assalto;
- M-TAR21: carabina;
- RPK-74: mitragliatrice leggera;
- MP7: arma da difesa personale;
- L115: fucile di precisione.

### Second Assault
Second Assault è la seconda espansione di Battlefield 4 e conterrà i remake di 4 mappe di Battlefield 3 ricreate e migliorate con il motore Frostbite 3, per includere le nuove funzioni multigiocatore di Battlefield 4. Sarà inoltre aggiunta la modalità Cattura la bandiera e 5 nuove armi.
Mappe
- Operation Metro: Levolution - Crollo dei soffitti sostenuti da pilastri in certi punti;
- Operation Firestorm: Levolution - Incendi delle pozze di combustibile e delle tubature del gas/crollo delle gru;
- Confine sul caspio (versione autunnale): Levolution - Crollo della seconda antenna radio;
- Golfo di Oman: Levolution - Tempesta di sabbia.

Armi
- F2000: fucile d'assalto;
- DAO-12: fucile a pompa;
- M60-E4: mitragliatrice leggera;
- AS-VAL: arma da difesa personale;
- GOL-Magnum: fucile di precisione.

### Naval Strike
Naval Strike è la terza espansione di Battlefield 4 e si concentra su scontri dinamici in mare aperto. Include 5 nuove armi e 2 accessori aggiuntivi per la classe assalto (Innesto 3GL, un lanciagranate che spara 3 proiettili a colpo) e per la classe geniere (Mina anti-elicottero, un proiettile antiaereo). Inoltre è stata aggiunta la modalità assalto portaerei, essa consiste in un remake della modalità Titan di Battlefield 2142. Si tratta dell'unione della modalità conquista con quella corsa, il giocatore dovrà infatti conquistare dei punti che, una volta catturati, lanceranno dei missili contro la portaerei nemica. Ogni missile infliggerà del danno alla portaerei nemica che, una volta arrivata al 50% della salute totale potrà essere assaltata per via aerea o marittima. Ci sono 2 modi per vincere la partita: infliggendo danno alla portaerei attraverso i punti conquistati fino alla distruzione della stessa, oppure, armando le due M-COM nemiche situate all'interno della portaerei
Mappe
- Isole Perdute: Levolution - distruzione di un aereo passeggeri;
- Attacco Nansha: Levolution - arrivo di un megalodon;
- Frangiflutti: Levolution - caduta di un sottomarino;
- Operazione Mortaio: Nessun Levolution.

Armi
- AR-160: fucile d'assalto;
- AWS: mitragliatrice leggera;
- SR-2: arma da difesa personale;
- SR338: fucile di precisione;
- SW-40: pistola;

### Dragon's Teeth
Dragon's Teeth è la quarta espansione di Battlefield 4. Si concentra sullo scontro urbano in 4 nuove mappe.Include 5 nuove armi e un nuovo gadget per il supporto, lo scudo balistico. È stata aggiunta una nuova modalità chiamata "Catena di Link".Questa modalità consiste nel creare link catturando le bandiere, chi ha più link vince la partita per la perdita dei ticket dell'avversario. Infine, è stato aggiunto un nuovo veicolo, il RAWR, che è comandabile a distanza munito di mitragliatrice M240b e lanciagranate GP30 HE.
Mappe
- Drago Sommerso: Levolution - Simile ad Area Allagata, è possibile inondare gran parte della mappa;
- Propaganda: Levolution - È presente nella mappa un treno che può uccidere i giocatori, anche se dentro ad un veicolo;
- Mercato Delle Perle: Levolution - Una gran quantità di oggetti secondari come esplosivi IED ed elementi distruttibili;
- Parco Lumphini: Levolution - Simile a Diga di Lancang, è possibile far saltare i supporti del fiume\sistema di irrigazione e allagare con il fango parte dei giardini.

Armi
- BULLDOG: fucile d'assalto;
- MPX: arma da difesa personale;
- CS5: fucile da precisione;
- UNICA 6: pistola a tamburo;
- DEAGLE .44: pistola semiautomatica.

Gadget
- Scudo Balistico(solo per il supporto);
- Il Rawr, un veicolo terrestre senza pilota controllabile, dotato di mitragliatrice e lanciagranate.

### Final Stand
Final Stand è la quinta ed ultima espansione di Battlefield 4. Si concentra in scontri nei gelidi paesaggi della Russia settentrionale, dove lotteranno per la vittoria gli USA e, ovviamente, i russi. Nel Dlc non sono presenti nuove armi sbloccabili per le classi, ma sono stati aggiunti 2 nuovi gadget "sperimentali": l'esca DS-3 (dove la si piazza, crea un falso segnale sulle minimappe dei nemici) ed il "Rivelatore Bersaglio" (rileva automaticamente i nemici e svolge anche una funzione di TUG-S). Inoltre, sono stati aggiunte 2 nuove armi speciali, sempre sperimentali, cioè il Rorsch MK-1 (fucile ad energia elettromagnetica) ed l'Accipiter XD-1 (mini drone volante dotato di minigun). come postazione fissa è stato inventato lo Schipunov 42 (multi-lancia razzi). Infine, per gli amanti dell'alta tecnologia, è stato aggiunto un nuovo carro armato a levitazione verticale, il HT-95 Levkov.
Mappe
- Operazione Whiteout: Levolution - Forte ed intensa tempesta di neve;
- Hangar 21: Levolution - Possibilità di accendere i potenti motori del Titan, possono uccidere i soldati nelle vicinanze;
- Hammerhead: Levolution - Possibilità di rompere (con esplosivi) grosse lastre del ghiacciaio che predomina gran parte della mappa;
- Giganti di Karelia: Levolution - Rottura della grande cupola che copre la fabbrica dei robot giganti.

Gadget
- Esca DS-3 (per tutte le classi);
- Rivelatore Bersaglio (per tutte le classi).

## Beta
La versione beta esclusiva di Battlefield 4 è stata resa disponibile per PC, PS3 e Xbox 360 nei primi giorni di ottobre, per 3 giorni; mentre la open beta è stata resa pubblica il 4 ottobre, aperta a tutti per PC, PS3 e Xbox 360. C'erano diversi modi per prendere parte alla beta esclusiva di Battlefield 4: prenotare l'edizione Digital Deluxe di Battlefield 4 su Origin, sottoscrivere un abbonamento a Battlefield 3 Premium o possedere l'edizione limitata o Digital Deluxe di Medal of Honor: Warfighter.

## Accoglienza
Le recensioni, pur non raggiungendo nessuna l'eccellenza, sono state tutte positive. Sono state applaudite le versioni next-gen, grazie alla grafica, ai 60 fps costanti nella campagna (non costanti invece nel multiplayer, oscillando tra i 60 e i 47 fps) e i 64 giocatori nel multiplayer. Ampiamente criticate le versioni old-gen, giudicate troppo simili a Battlefield 3, sia nella grafica che nel multiplayer. Criticata anche la campagna, che pur avendo un gameplay eccellente, manca di mordente, storia e carisma dei personaggi, risultando banale e piatta, oltre che poco longeva (tra le 5 e le 7 ore). Merito speciale per il sonoro, che come sempre si dimostra superbo. Di seguito i voti dalle maggiori testate internazionali:
- Gametrailers- 9.5
- Ausgamers - 9.4
- CVG - 9
- Videogamer - 9
- Joystiq - 4.5/5
- Gamesradar - 4.5/5
- Gamefront - 89/100
- IGN - 8.5
- PC Gamer - 84/100
- Eurogamer - 8
- Gamespot - 8
- Xbox 360 Achievements - 80/100
- Polygon - 7.5
- Shack News - 7
- USGamer - 3.5/5
- Metacritic (PC) - 83
- Metacritic (PS3 e XBOX 360) - 80
- Metacritic (PS4) - 86
- Multiplayer - 8.9[senza fonte]

## Colonna sonora
La colonna sonora è stata pubblicata come album, Battlefield 4 (Original Soundtrack), nel 2013.
1. Stutter theme
2. Warsaw theme
3. The majestic Valkirye
4. Jin Jie's revolution
5. Oppression
6. Rough Journey
7. Silk Vista
8. Alone and Abandoned
9. Fishing in Baku
10. If wishes were Horses
11. High Tide
12. Being Irish
13. Battlefield 4 Beta Theme
14. When the damn breaks
15. Dunn's down
16. Cyclone 2
17. A theme for Kjell